# Phalaenopsis stobartiana
Phalaenopsis stobartiana Rchb.f.,  è un'orchidea epifita, endemica della Cina.

## Distribuzione e habitat
L'areale di questa specie è ristretto all'isola di Hainan nella Cina meridionale.

## Conservazione
La Lista rossa IUCN classifica Phalaenopsis stobartiana come specie in pericolo critico di estinzione (Critically Endangered).